# Excelsior Zedelgem
Excelsior Zedelgem is een Belgische voetbalclub uit Zedelgem. De club is aangesloten bij de KBVB met stamnummer 3288 en heeft donkerblauw-wit als kleuren. Excelsior Zedelgem werd opgericht in 1941.

## Resultaten
| Seizoen | Klasse | Klasse | Klasse | Klasse | Klasse | Klasse | Klasse | Klasse | Klasse | Reeks                                                    | Punten                                                   | Opmerkingen                                              |
|         | 1A     | 1B     | 1Am    | 2Am    | 3Am    | P.I    | P.II   | P.III  | P.IV   | Vanaf 2016-17 zijn er 3 nationale en 2 regionale niveaus | Vanaf 2016-17 zijn er 3 nationale en 2 regionale niveaus | Vanaf 2016-17 zijn er 3 nationale en 2 regionale niveaus |
| ------- | ------ | ------ | ------ | ------ | ------ | ------ | ------ | ------ | ------ | -------------------------------------------------------- | -------------------------------------------------------- | -------------------------------------------------------- |
| 2016/17 |        |        |        |        |        |        | 4      |        |        | Tweede prov. W.-Vl. A                                    | 57                                                       |                                                          |
| 2017/18 |        |        |        |        |        |        | 4      |        |        | Tweede prov. W.-Vl. A                                    | 53                                                       | Promotie via eindronde                                   |
| 2018/19 |        |        |        |        |        | 10     |        |        |        | Eerste prov. W.-Vl.                                      | 40                                                       |                                                          |
| 2019/20 |        |        |        |        |        | 4      |        |        |        | Eerste prov. W.-Vl.                                      | 41                                                       |                                                          |
| 2020/21 |        |        |        |        |        | -      |        |        |        | Eerste prov. W.-Vl.                                      | -                                                        | Geschrapt wegens de Coronacrisis.                        |
| 2021/22 |        |        |        |        |        | 11     |        |        |        | Eerste prov. W.-Vl.                                      | 32                                                       |                                                          |
| 2022/23 |        |        |        |        |        | 13     |        |        |        | Eerste prov. W.-Vl.                                      | 29                                                       |                                                          |
| 2023/24 |        |        |        |        |        | 11     |        |        |        | Eerste prov. W.-Vl.                                      | 33                                                       |                                                          |
| 2024/25 |        |        |        |        |        | 15     |        |        |        | Eerste prov. W.-Vl.                                      | 28                                                       |                                                          |
| 2025/26 |        |        |        |        |        |        |        |        |        | Tweede prov. W.-Vl. A                                    |                                                          |                                                          |